# André Danielsen
André Saltvold Danielsen (Stavanger, 20 gennaio 1985) è un ex calciatore norvegese, di ruolo centrocampista.

## Carriera

### Club
Danielsen iniziò la sua carriera professionistica con la maglia del Viking. Esordì ufficialmente con il club il 13 aprile 2003, nella sfida di Eliteserien vinta per 3-0 contro il Bryne: sostituì Erik Nevland nel corso del secondo tempo. Il 5 aprile 2004 fu schierato titolare per la prima volta, nel primo turno dell'edizione stagionale della Coppa di Norvegia contro l'Arna-Bjørnar: ricompensò la fiducia dell'allenatore con una doppietta che contribuì al successo esterno del Viking per 0-5.
Nell'estate 2005, fu ceduto in prestito al Bryne. Nella 1. divisjon ebbe maggiore spazio: debuttò il 10 luglio, sostituendo Vidar Nisja nel pareggio per 2-2 contro lo Hønefoss. Collezionò altre 13 presenze in squadra e poi tornò al Viking.
Il 17 luglio 2008, esordì nelle competizioni europee per club: fu infatti titolare nel primo turno di qualificazione per la Coppa UEFA 2008-2009 contro il Vėtra. Il 10 agosto dello stesso anno, segnò la prima rete nella massima divisione norvegese contro il Bodø/Glimt, ma la sua squadra uscì sconfitta dal match per 3-2.
Il 10 luglio 2013 rinnovò il contratto che lo legava al Viking per altri tre anni e mezzo.

### Nazionale
Danielsen collezionò 25 presenze nelle varie selezioni giovanili della Norvegia. Con la Norvegia under 18 esordì il 28 aprile 2003, giocando l'incontro con l'Ungheria under 18. Il debutto con la Norvegia under 19, invece, fu datato 7 aprile 2004: giocò infatti contro il Portogallo under 19 finché non fu sostituito da Bjørnar Holmvik. La prima gara con la Norvegia under 21 arrivò il 17 febbraio dello stesso anno, contro la Spagna under 21: sostituì Bjørn Helge Riise nei minuti finali del match.
Il 22 maggio 2014 venne incluso nei convocati della Nazionale maggiore in vista delle sfide amichevoli contro Francia e Russia.

## Statistiche

### Presenze e reti nei club
Statistiche aggiornate al 14 luglio 2020.
| Stagione       | Club          | Campionato    | Campionato | Campionato | Coppe nazionali | Coppe nazionali | Coppe nazionali | Coppe continentali | Coppe continentali | Coppe continentali | Supercoppe | Supercoppe | Supercoppe | Totale | Totale |
| Stagione       | Club          | Comp          | Pres       | Reti       | Comp            | Pres            | Reti            | Comp               | Pres               | Reti               | Comp       | Pres       | Reti       | Pres   | Reti   |
| -------------- | ------------- | ------------- | ---------- | ---------- | --------------- | --------------- | --------------- | ------------------ | ------------------ | ------------------ | ---------- | ---------- | ---------- | ------ | ------ |
| 2003           | Viking        | ES            | 10         | 0          | CN              | 2               | 0               | -                  | -                  | -                  | -          | -          | -          | 12     | 0      |
| 2004           | Viking        | ES            | 10         | 0          | CN              | 2               | 2               | -                  | -                  | -                  | -          | -          | -          | 12     | 2      |
| gen.-lug. 2005 | Viking        | ES            | 2          | 0          | CN              | 3               | 0               | CU                 | -                  | -                  | -          | -          | -          | 5      | 0      |
| lug.-dic. 2005 | Bryne         | 1D            | 14         | 0          | CN              | -               | -               | -                  | -                  | -                  | -          | -          | -          | 14     | 0      |
| 2006           | Viking        | ES            | 11         | 0          | CN              | 4               | 0               | -                  | -                  | -                  | -          | -          | -          | 15     | 0      |
| 2007           | Viking        | ES            | 25         | 0          | CN              | 5               | 1               | -                  | -                  | -                  | -          | -          | -          | 30     | 1      |
| 2008           | Viking        | ES            | 24         | 1          | CN              | 4               | 0               | CU                 | 4                  | 0                  | -          | -          | -          | 32     | 1      |
| 2009           | Viking        | ES            | 19         | 2          | CN              | 3               | 2               | -                  | -                  | -                  | -          | -          | -          | 22     | 4      |
| 2010           | Viking        | ES            | 29         | 5          | CN              | 5               | 1               | -                  | -                  | -                  | -          | -          | -          | 34     | 6      |
| 2011           | Viking        | ES            | 20         | 3          | CN              | 3               | 0               | -                  | -                  | -                  | -          | -          | -          | 23     | 3      |
| 2012           | Viking        | ES            | 27         | 3          | CN              | 4               | 0               | -                  | -                  | -                  | -          | -          | -          | 31     | 3      |
| 2013           | Viking        | ES            | 17         | 2          | CN              | 3               | 0               | -                  | -                  | -                  | -          | -          | -          | 20     | 2      |
| 2014           | Viking        | ES            | 28         | 1          | CN              | 3               | 0               | -                  | -                  | -                  | -          | -          | -          | 31     | 1      |
| 2015           | Viking        | ES            | 30         | 5          | CN              | 6               | 0               | -                  | -                  | -                  | -          | -          | -          | 36     | 5      |
| 2016           | Viking        | ES            | 29         | 2          | CN              | 1               | 0               | -                  | -                  | -                  | -          | -          | -          | 30     | 2      |
| 2017           | Viking        | ES            | 28         | 1          | CN              | 2               | 0               | -                  | -                  | -                  | -          | -          | -          | 30     | 1      |
| 2018           | Viking        | 1D            | 22         | 2          | CN              | 1               | 0               | -                  | -                  | -                  | -          | -          | -          | 23     | 2      |
| 2019           | Viking        | ES            | 9          | 0          | CN              | 1               | 0               | -                  | -                  | -                  | -          | -          | -          | 10     | 0      |
| Totale Viking  | Totale Viking | Totale Viking | 340        | 27         |                 | 52              | 6               |                    | 4                  | 0                  |            | -          | -          | 396    | 33     |
| Totale         | Totale        | Totale        | 354        | 27         |                 | 52              | 6               |                    | 4                  | 0                  |            | -          | -          | 410    | 33     |

### Cronologia presenze e reti in nazionale
| Cronologia completa delle presenze e delle reti in nazionale ― Norvegia | Cronologia completa delle presenze e delle reti in nazionale ― Norvegia | Cronologia completa delle presenze e delle reti in nazionale ― Norvegia | Cronologia completa delle presenze e delle reti in nazionale ― Norvegia | Cronologia completa delle presenze e delle reti in nazionale ― Norvegia | Cronologia completa delle presenze e delle reti in nazionale ― Norvegia | Cronologia completa delle presenze e delle reti in nazionale ― Norvegia | Cronologia completa delle presenze e delle reti in nazionale ― Norvegia |
| Data                                                                    | Città                                                                   | In casa                                                                 | Risultato                                                               | Ospiti                                                                  | Competizione                                                            | Reti                                                                    | Note                                                                    |
| ----------------------------------------------------------------------- | ----------------------------------------------------------------------- | ----------------------------------------------------------------------- | ----------------------------------------------------------------------- | ----------------------------------------------------------------------- | ----------------------------------------------------------------------- | ----------------------------------------------------------------------- | ----------------------------------------------------------------------- |
| 31-5-2014                                                               | Oslo                                                                    | Norvegia                                                                | 1 – 1                                                                   | Russia                                                                  | Amichevole                                                              | -                                                                       |                                                                         |
| 27-8-2014                                                               | Stavanger                                                               | Norvegia                                                                | 0 – 0                                                                   | Emirati Arabi Uniti                                                     | Amichevole                                                              | -                                                                       |                                                                         |
| Totale                                                                  |                                                                         | Presenze                                                                | 2                                                                       |                                                                         | Reti                                                                    | 0                                                                       |                                                                         |

## Palmarès

### Club

#### Competizioni nazionali
- Coppa di Norvegia: 1

Viking: 2019
- 1. divisjon: 1

Viking: 2018